# イスラム開発銀行
イスラム開発銀行（アラビア語: البنك الإسلامي للتنمية、英: Islamic Development Bank、略称 IsDB）は、サウジアラビアのジッダに本店を置く国際金融機関である。IsDBは国連総会にオブザーバー参加している。
1973年12月18日開催のイスラム会議（現在のイスラム協力機構）で設立され、1975年10月20日に営業を開始した。イスラム諸国と非イスラム国のイスラム社会における経済発展のため金融支援を行う。イスラム法（シャリーア）に則り、社会基盤整備事業への融資は無利子である。

## メンバー国
メンバー国はイスラム協力機構の参加国であり、かつ資本の拠出を行うとともに理事会の決定を受け入れなければならない。
現在のメンバー国は57ヵ国で、2018年12月31日時点の拠出金上位10ヶ国は以下の通りである。
1. サウジアラビア (23.50%)
2. リビア (9.43%)
3. イラン (8.25%)
4. ナイジェリア (7.66%)
5. アラブ首長国連邦 (7.51%)
6. カタール (7.18%)
7. エジプト (7.07%)
8. クウェート (6.92%)
9. トルコ (6.45%)
10. アルジェリア (2.54%)